# لئو دوارته
لئوناردو «لئو» کمپوس دوارچه دا سیلوا (پرتغالی: Leonardo "Léo" Campos Duarte da Silva؛ زادهٔ ۱۷ ژوئیهٔ ۱۹۹۶) بازیکن فوتبال اهل برزیل است.
از باشگاه‌هایی که در آن بازی کرده‌است می‌توان به فلامینگو و آ ث میلان اشاره کرد.

## عملکرد

### دوران نوجوانی
دوراته بیشتر دوران جوانی خود را در مسابقات مختلف برای فلامینگو گذراند، مهمترین آن مسابقات کوپا سائو پائولو دی فوتبول جونیور ۲۰۱۶، که برترین مسابقات جوانان در برزیل بود. وی کاپیتان تیم بود و عنوان قهرمانی را به دست آورد. او یک تورنمنت خوب را سپری کرد و مورد تحسین قرار گرفت و در کنار فلیپه ویزو و رونالدو به عنوان برترین بازیکنان تیم فلامینگو در این مسابقات انتخاب شد. چند هفته بعد، هر سه بازیکن تمرینات خود را با تیم اول آغاز کردند.

### فلامینگو
در ۵ مارس ۲۰۱۶، دوارته در پیروزی ۳–۱ مقابل بانگو در بازی لیگ ایالتی ریو دوژانیرو در سال ۲۰۱۶، به عنوان بازیکن ثابت به میدان رفت. در این بازی خاص، فلامینگو چندین بازیکن جوان را در اختیار داشت.
به دلیل مصدومیت و نقل و انتقالات در طول فصل ۲۰۱۶، دوارته در هشت مسابقه دیگر، از جمله هفت بازی در سری آ برزیل و یک بازی در کوپا برزیل بازی کرد، همه مسابقات به عنوان بازیکن فیکس بازی کرد. اولین بازی او در سری آ برزیل در تاریخ ۱۴ مه ۲۰۱۶ در پیروزی یک بر صفر مقابل استادیو رائولینو د الیویرا در ووته ردونده برگزار شد. در ۲۲ اوت ۲۰۱۸ دوارته قرارداد خود را با فلامینگو تا دسامبر ۲۰۲۲ تمدید کرد.

### میلان
در تاریخ ۲۷ ژوئیه ۲۰۱۹، مطبوعات برزیل خبر توافق بین فلامینگو و میلان را با مبلغی ۱۰ میلیون یورویی با این بند که به‌طور بالقوه می‌تواند به ۱۱ میلیون یورو برسد اعلام کردند. در ۷ اوت ۲۰۱۹، دوارته با قراردادی ۵ ساله به‌طور رسمی به عنوان بازیکن میلان اعلام شد. در ۲۹ سپتامبر ۲۰۱۹ او اولین بازی خود را با میلان انجام داد.

## افتخارات

#### فلامینگو
- کامپناتو کاریوکا:۲۰۱۷٬۲۰۱۹